# Gigantochloa manggong
Gigantochloa manggong är en gräsart som beskrevs av Elizabeth A. Widjaja. Gigantochloa manggong ingår i släktet Gigantochloa och familjen gräs. Inga underarter finns listade i Catalogue of Life.